# Новоарамейські мови
Новоарамейські мови — хронологічна група арамейських мов, що використовуються (або використовувалися до недавнього часу) як розмовні в сучасну епоху.

## Поділ новоарамейських мов
Новоарамейські мови, як і середньоарамейські мови, прийнято ділити за лінгвістичними ознаками на західну і східну групи.
Західна група представлена всього однією мовою.
- Західна новоарамейська мова — поширена серед християн і мусульман у трьох селах в Сирії, на північ від Дамаску, в кожній з яких існує свій говір: Маалюля, Баха і Джуббадін. Збереглося близько 1-2 тисяч носіїв.

Східна група представлена великою кількістю новоарамейських мов, поширених до початку XX століття в межах Османської імперії та Ірану, в основному серед носіїв курдських мов: на південному сході сучасної Туреччини, на півночі Іраку, в північно-західній частині Ірану і північному сході Сирії.
Окремі острівці переселенців були представлені за межами Курдистану, зокрема в східній Вірменії, Азербайджані, Грузії, Хузістані і південному Іраку.
Носії східних новоарамейських мов в конфесійному відношенні відрізняються від більшості навколишнього населення тим, що належать до релігійних меншин Близького Сходу: християни, юдеї та Манда. Протягом XX ст. велика частина носіїв східних новоарамейських мов була або знищена, або змушена емігрувати, перш за все, до Європи (Швеція, Німеччина), США і Росії (вкл. Закавказзя). Кількість носіїв новоарамейських мов до кінця XX століття становила, за деякими оцінками, близько 400 тис. чоловік.
Загальна кількість східних новоарамейських мов невідома. Вони діляться на три підгрупи:
- мова туройо і близький до нього діалект млахсо — на південному сході Туреччини (гірський район Тур-Абдин у провінції Мардін), на яких говорять близько 70 тис. людей (більша частина носіїв живе за межами Тур-Абдіні, як у країнах Близького Сходу, так і в країнах Європи і Америки);
- новомандейська мова — розмовна мова мандеїв; залишилося кілька десятків носіїв у місті Ахваз (Іранський Хузістан), раніше також на півдні Іраку;
- північно-східні новоарамейські мови — включають близько десятка мов, між носіями яких часто відсутнє взаєморозуміння; число цих мов упродовж XX ст. скоротилося через геноцид та масові міграції їх носіїв за межі регіону. Однією з цих мов — урмійською новоарамейською — у XIX ст. була створена так звана (сучасна) ассирійська або «новосірійська» літературна мова, з використанням лексики класичної сирійської мови. Вона стала літературною мовою для носіїв багатьох східноарамейських мов. Користується сирійською графікою.

Новоарамейські мови курдистанських євреїв (лахлухів) прийнято називати єврейсько-арамейськими.

## Писемність
У 1920-1930-ті роки для ассирійців СРСР був створений алфавіт спочатку на кириличній, а потім на латинській графічній основі.

Кириличний алфавіт (1920-і): 
 латинізований алфавіт (1930-і): 